# Toma de Gibraltar (1704)
La toma de Gibraltar tuvo lugar el 4 de agosto de 1704 en el contexto de la guerra de sucesión española por parte de la flota angloholandesa comandada por George Rooke y el príncipe de Hesse-Darmstadt. La intención del ataque era la de añadir la fuerte plaza de Gibraltar a la causa del Archiduque Carlos.
El gobierno de la ciudad, sin embargo, se mostró fiel a Felipe V. Los enfrentamientos entre la flota de la bahía de Algeciras y la guarnición española apenas duraron dos días cuando, con un gran desequilibrio entre las tropas sitiadoras y defensoras, los soldados ingleses del capitán Whitaker lograron tomar tierra en el Muelle Nuevo de la ciudad, tomaron rehenes entre la población civil y obligaron a los mandos españoles a levantar bandera parlamentaria e iniciar las negociaciones de la rendición y capitulación que tendría lugar el 4 de agosto.

## Antecedentes
En 1700 el último rey de la Casa de Austria, Carlos II, murió sin descendencia. De los dos aspirantes al trono, Felipe de Anjou (nieto de Luis XIV de Francia) y Carlos de Habsburgo (hijo del emperador Leopoldo I), el testamento dejó como heredero al pretendiente francés. La no aceptación de esta decisión por parte de los austriacos y las reticencias de Inglaterra y las Provincias Unidas sobre una posible unión entre España y Francia, llevaron a lo que se conoce como guerra de sucesión española.
Las hostilidades comenzaron en 1701 y llegaron a la Península en 1704. En España, la mayor parte de los territorios de la Corona de Aragón se posicionaron a favor del Archiduque, mientras que el resto apoyó al Borbón, convirtiéndose el conflicto en una auténtica guerra civil. En este contexto y habiendo sido proclamado rey Felipe V desembarcó en Lisboa el archiduque de Austria el 9 de marzo de 1704. Desde esta posición y apoyado por el rey de Portugal marcharían las tropas terrestres contra diversas posiciones extremeñas que Portugal reclamaba como propias.
Al mismo tiempo dos de las principales potencias marítimas europeas, el Reino Unido y las Provincias Unidas se dirigen hacia Barcelona capturando dos galeones de camino y presentándose frente a la ciudad el 17 de mayo. A la flota comandada por el Almirante George Rooke se unió el Príncipe de Hesse-Darmstadt, virrey de Cataluña que confiaba en que la ciudad sería fiel al heredero de Austria. Sin embargo el gobernador barcelonés Francisco de Velasco rehusó entregar la ciudad y adherirse a los intereses austríacos. Tras acercarse la flota a la ciudad, desembarcaron en ella 3000 hombres que abrieron fuego disuasorio, pero ante la oposición de las guarniciones y ciudadanos de Barcelona las tropas debieron reembarcar y la flota puso rumbo al sur, donde, según los informantes holandeses, la ciudad de Gibraltar se hallaba desguarnecida.

## Llegada de la flota del almirante Rooke

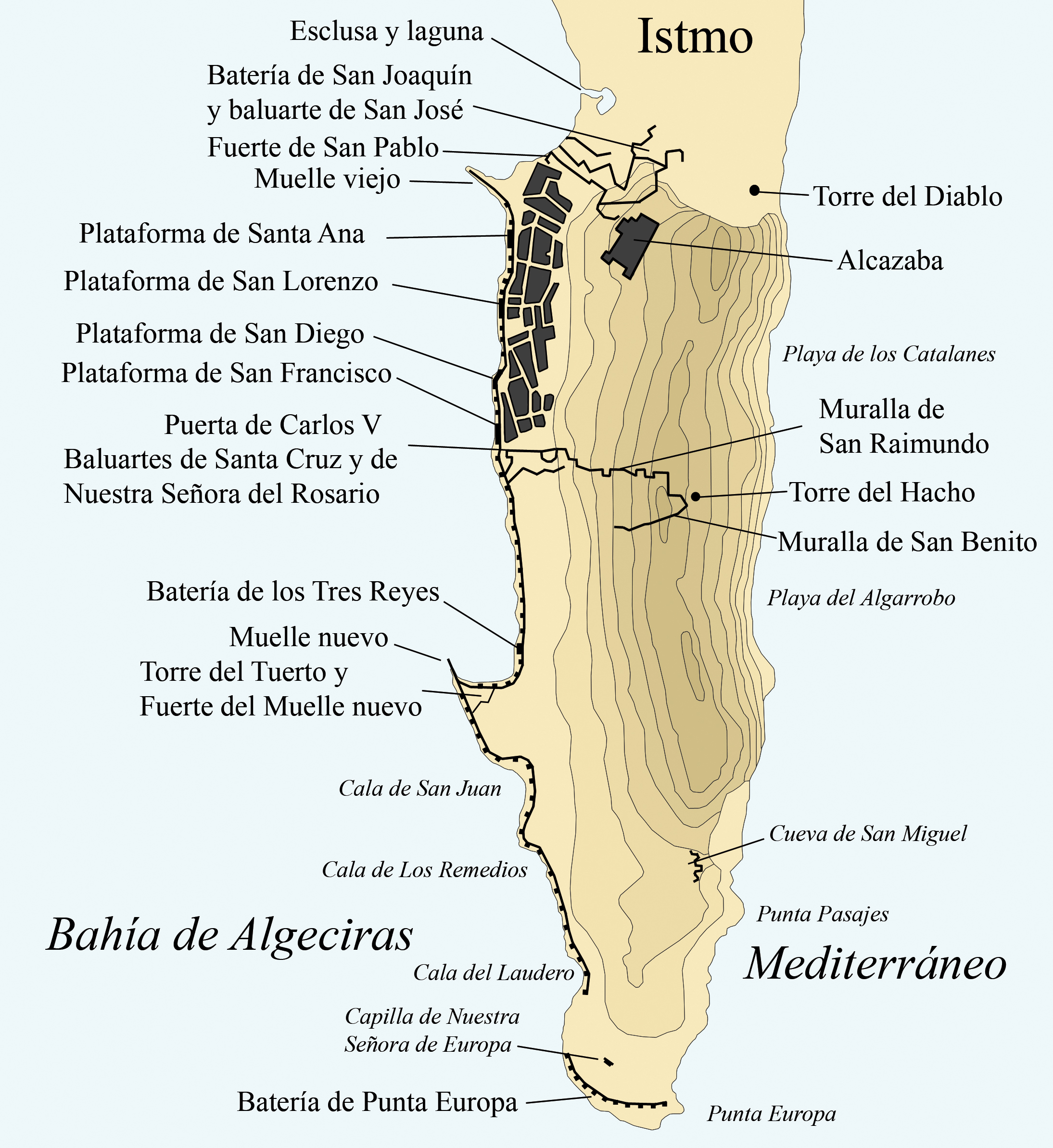
Defensas de Gibraltar en 1704.

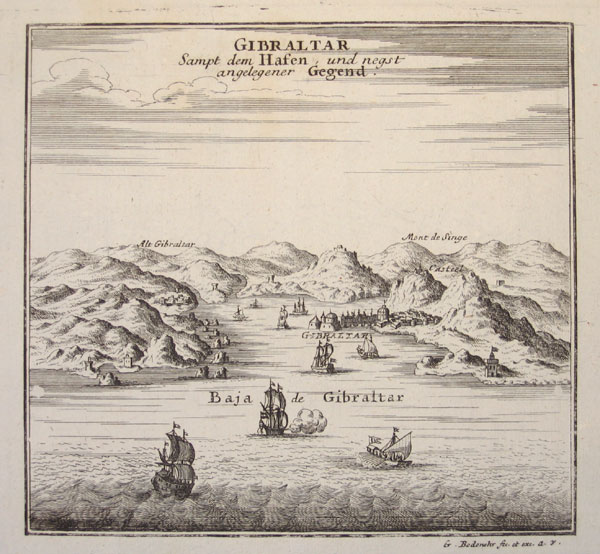
Dibujo de la Bahía de Algeciras y sus defensas.

El 1 de agosto de 1704 una flota angloneerlandesa de 61 buques de guerra, con una dotación de 4000 cañones, 9000 infantes y 25 000 marineros llegaron a la bahía de Algeciras situándose frente al puerto de Gibraltar, defendido por tan solo 100 soldados y poco más de 400 personas civiles armadas. Esta plaza era especialmente importante debido a su situación estratégica en el estrecho de Gibraltar y nudo de comunicaciones entre el océano Atlántico y el mar Mediterráneo y a sus propias características ya que se consideraba a la propia orografía de la ciudad el punto más fuerte de su defensa. En Gibraltar se encontraban además las antiguas fortificaciones almohades y castellanas realizadas durante el reinado de Carlos V que daban al sitio fama de inexpugnable.
Tan pronto como se observó desde la ciudad el imponente ejército de los sitiadores, el gobernador de la ciudad, el general de batalla Diego de Salinas, y el alcalde mayor, Cayo Antonio Prieto, reunieron a los mandos militares para plantear el modo más eficaz de defender la plaza. Gibraltar en estas fechas contaba con una población de alrededor de 5000 habitantes y una escasa dotación militar (consistente en 100 hombres y un número similar de cañones). Las baterías y gran parte de las fortificaciones tenían más de un siglo de existencia, al haber sido diseñadas y construidas sobre las defensas de la ciudad medieval, bajo el mandato de Carlos V, con los diseños y la dirección del ingeniero Calvi. Conocedores de que la guarnición no sería suficiente para soportar un asedio, se reclutaron rápidamente a soldados y civiles. En las primeras horas de ese 1 de agosto se repartirán en las diferentes baterías y puestos de defensa hasta 470 hombres. Al mando del Maestre de Campo Juan de Medina, 200 hombres irían al Muelle Viejo, situado al norte de la ciudad, a los pies de la alcazaba; el Maestre de Campo Diego de Dávila y Pacheco con 170 hombres se situaría junto a la Puerta de Tierra, entrada a la ciudad desde el istmo; el Capitán de Caballos Francisco Toribio de Fuertes por su parte junto a 20 milicianos, 8 soldados y varios vecinos se establecerían en el muelle nuevo, al sur de la ciudad. En el castillo permanecieron los 72 hombres que habitualmente formaban su guarnición, 6 de ellos artilleros.

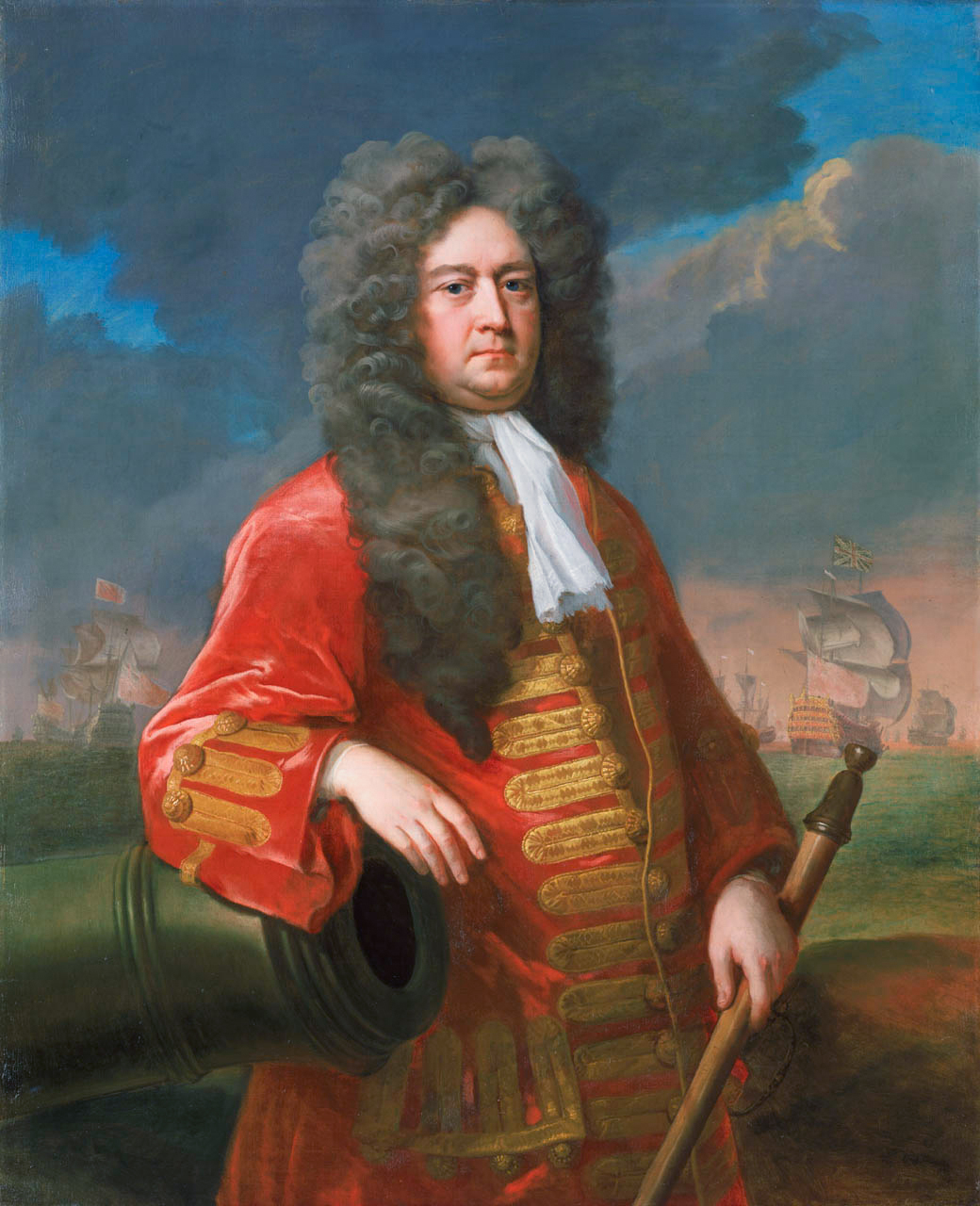
El almirante Sir George Rooke, obra de Michael Dahl, 1705.

Tras unas cargas de artillería naval realizadas con objetivo intimidatorio, se produjeron los primeros movimientos del ejército anglo-neerlandés, consistentes en el desembarco de entre 3000 y 4000 hombres de infantería en la zona conocida como Punta Mala, actual Puente Mayorga, para establecer su campamento. En las siguientes horas, tras el establecimiento en tierra del ejército, se mandaron desde el campamento a la ciudad dos cartas; la primera de ellas fechada en Lisboa el 5 de mayo y firmada por el archiduque de Austria, instaba a los gobernantes de Gibraltar a la rendición y al reconocimiento del archiduque como legítimo heredero al trono de España, apelando a la fidelidad que la ciudad había mantenido a su tío, Carlos II. Se garantizaban en la misiva las propiedades y privilegios de los gibraltareños al reconocer estos su autoridad, mientras se señalaba que el caso contrario sería considerado hostil y se emprenderían acciones bélicas contra la ciudad por parte de los aliados británicos y holandeses. En la segunda carta, redactada en el mismo campamento y fechada por tanto el 1 de agosto, el mismo Príncipe de Hesse-Darmstadt manifestaba su deseo de que la ciudad ejecutara la voluntad del legítimo rey de España, evitando el asedio y asalto de Gibraltar.
El cabildo en pleno, junto a los mandos militares gibraltareños, respondía ese mismo día mediante carta al campamento, manifestando su total reconocimiento de Felipe V como rey de España y la disposición a sacrificar sus vidas en la defensa de Gibraltar y sus habitantes.
La respuesta desde tierra llegaría el viernes 2 de agosto, cuando una segunda carta del Príncipe de Hesse-Darmstadt llegaba a la ciudad pidiendo la rendición inmediata de la plaza en media hora, tras la cual comenzarían los bombardeos. La rendición no se produjo y, viendo el almirante Rooke que en la ciudad se comenzaban a preparar las defensas, mandó a los vicealmirantes Byng y Vander Dussen situar sus navíos en una línea frente a la ciudad con el objetivo de dificultar las obras de defensa. El viento sin embargo era demasiado fuerte y la formación no puede llevarse a cabo. El asalto se aplazaba momentáneamente, salvo una pequeña escaramuza llevada a cabo durante la noche, en la que varias lanchas cañoneras al mando del capitán Whitaker conseguían sorprender en los muelles a un barco corsario francés allí situado. Ese mismo día había salido desde la ciudad una carta dirigida al marqués de Villadarias, Capitán General de Andalucía, informando de la situación de la ciudad, la magnitud del ejército sitiador, guarnición de Gibraltar y solicitándose ayuda militar ante la imposibilidad de defender la plaza.

## La flota anglo-holandesa abre fuego

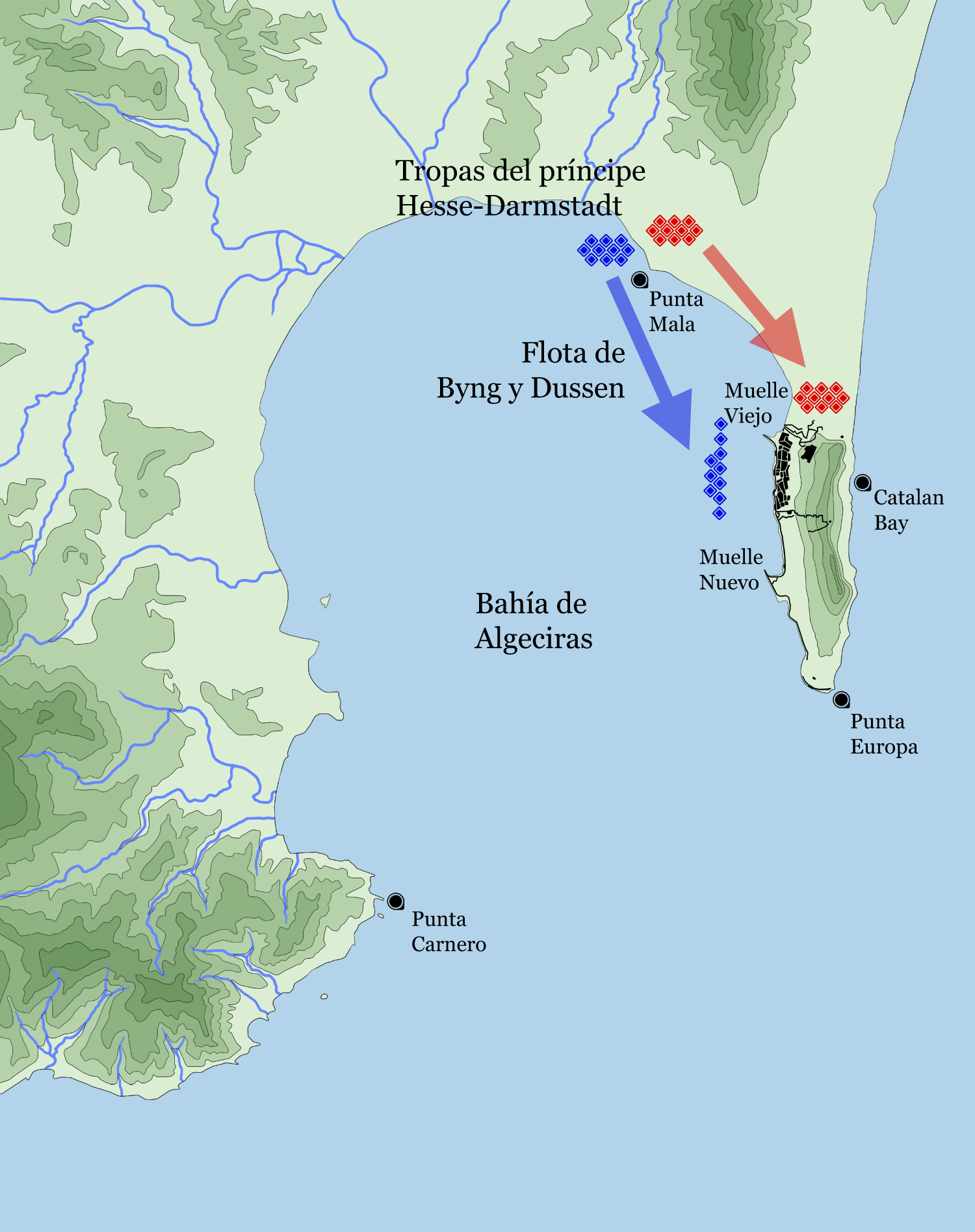
Situación de las tropas sitiadoras en la Bahía de Algeciras.

La tarde del 2 de agosto, el príncipe de Hesse-Darstadt, al mando de mil ochocientos soldados de infantería, se situó en el istmo a escasos metros de las murallas de Gibraltar mientras que la flota al mando de George Rooke formó en una línea frente a la ciudad. A las 5 de la mañana del 3 de agosto navíos y lanchas cañoneras abrían fuego contra las defensas gibraltareñas. En apenas cinco horas los daños en el frente de la ciudad eran numerosos y aunque no se había conseguido abrir brecha en las murallas y las diferentes baterías eran aún operativas el pánico cunde en la ciudad y mujeres y niños salen por la puerta de Carlos V en dirección al Santuario de Nuestra Señora de Europa situado al sur, en la Punta Europa. Al mismo tiempo la concentración de tropas de defensa en el frente de la bahía dejaba desguarnecida la costa oriental y desde barcas unos 400 hombres de los batallones catalanes partidarios del aspirante austriaco aprovechan esta circunstancia para subir mediante escalas por los precipicios y tomar tierra en la actualmente conocida como Catalan Bay.
Desde el primer momento de la ofensiva los bombardeos se centraban en los dos muelles gibraltareños al ser las zonas mejor defendidas y de más fácil desembarco. Trascurridas varias horas el Almirante Rooke mandaba al capitán Whitaker asaltar el Muelle Nuevo. Pero serían los navíos de los capitanes Hicks y Jumper junto a 100 marineros los que se acercarían a la posición al encontrarse mejor situados para ello. La toma del Muelle Nuevo permitiría el asalto de la ciudad desde el sur al situarse fuera de las murallas. Viendo cómo la guarnición de esos muelles abandonaba el puesto antes de la llegada de los asaltantes decidían los británicos que las tropas se acercasen y ocupasen la batería. Sin embargo el movimiento de los defensores no se había limitado a regresar a la ciudad sino que el capitán Bartolomé Castaño viendo que el puerto sería rápidamente ocupado había mandado colocar minas en la torre allí situada, llamada de Leandro, antes de evacuar las tropas y con la intención de sorprender a los sitiadores. La explosión de la torre coincidió como estaba planeado con la llegada de los hombres de Hicks y Jumper resultando que 7 lanchas fueran alcanzadas, unos 50 hombres muertos y otros 60 heridos. El movimiento defensivo había cumplido su objetivo pero el muelle sur había quedado sin defensa. Los supervivientes de la voladura de la batería y varias chalupas con 600 hombres al mando de Whittaker pudieron tomarlo inmediatamente y avanzar sin resistencia hasta una pequeña batería con cañones de a ocho situada a mitad de camino de la ciudad.

## Capitulación y toma de Gibraltar
Entre los refugiados de la ermita de la Virgen de Europa corrió entonces la voz de que el enemigo se encontraba en tierra y regresaron a la ciudad a defender sus posesiones; la confusión cundió entre los defensores cuando varios proyectiles cayeron cerca de los civiles dando la impresión de que se hacía fuego contra ellos. Situados los sitiadores entre la ciudad y la capilla quedaron retenidas mujeres y niños en este punto por los hombres del almirante Byng de lo cual informaron por carta a los defensores. Ante tal hecho, Diego de Salinas y sus oficiales decidieron tras cinco horas de bombardeo levantar bandera parlamentaria. El fuego sobre Gibraltar cesó y varios oficiales anglo-holandeses acudieron al cabildo de la ciudad a debatir las condiciones de la capitulación.

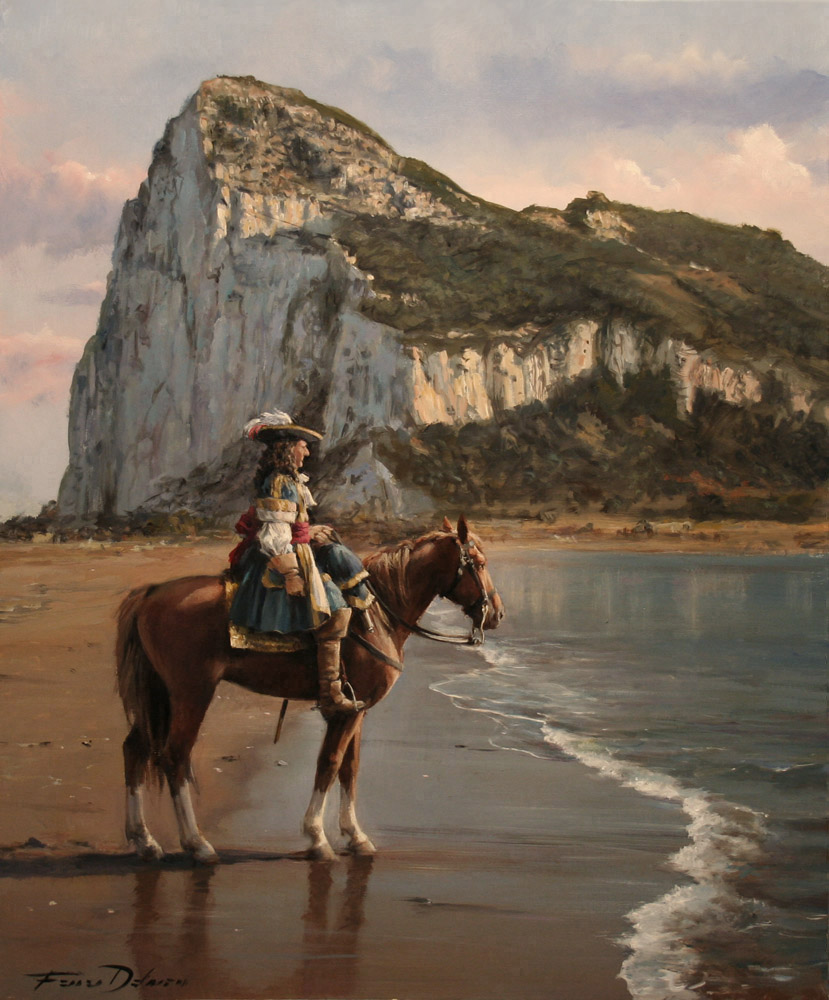
El último de Gibraltar, obra de Augusto Ferrer-Dalmau, representa a Diego de Salinas en 1704.

 El alcalde Cayo Antonio y los regidores gibraltareños expusieron su disposición a rendir la ciudad al considerarla indefendible solicitando las condiciones más beneficiosas para ellos previa liberación de los rehenes de Punta de Europa. Esta tradicional versión del conflicto ha sido contradicha por la crítica reciente. Según ésta al rendirse, la plaza disponía de prácticamente toda su artillería, abundante munición, pólvora, agua y suministros. No había padecido apenas bajas y sus defensas se encontraban casi intactas. Así la toma de rehenes por los marinos ingleses aparece como causa fundamental de la capitulación de una plaza que, según las propias fuentes inglesas, podría haber resistido largo tiempo. En 1702 estas mismas tropas invasoras habían cometido todo tipo de desmanes contra la población civil en la bahía de Cádiz.
La ciudad fue entregada finalmente el 4 de agosto por el gobernador al Príncipe de Hesse-Darmstadt al ser aceptados por las dos partes los seis puntos principales de la capitulación de Gibraltar: que los oficiales y soldados podrían salir con sus armas, los soldados con lo que pudieran cargar en sus hombros y los caballeros con sus caballos, que se podrían sacar de la ciudad tres cañones con 12 cargas de pólvora y balas, que los gibraltareños podrían cargar con pan, carne y vino para 7 días de marcha, que se podría así mismo cargar con la ropa y los cofres de oficiales y cabildo y lo que quedara en la ciudad podría ser enviado más tarde, que a todo aquel que permaneciera en la ciudad se le respetarían todos los privilegios que tuvieran así como los tribunales de la ciudad y derechos religiosos y por último que los mandos militares de Gibraltar debían señalar la posición de todos los almacenes de pólvora, munición y armas de la ciudad. Quedaban excluidos de esta capitulación todos los ciudadanos franceses que quedarían como prisioneros de guerra siendo sus bienes confiscados.
Tras firmar la capitulación el cabildo de Gibraltar redactó y mandó una carta al rey de España en la que se exponían las condiciones en las que se había desarrollado el sitio, las escasas defensas con las que contaban para defender la ciudad y el sacrificio de los gibraltareños al exponerse a una fuerza militar muy superior. Al día siguiente los gibraltareños que decidieron abandonar la ciudad salían por la Puerta de Tierra hacia las poblaciones cercanas desfilando junto a sus banderas, el pendón de la ciudad y entre redobles de tambores. De los aproximadamente 5000 habitantes de Gibraltar permanecieron en ella no más de 70 personas, muchas de ellas enfermas y un número importante de religiosos como el párroco de la Iglesia de Santa María, Juan Romero de Figueroa.

## Primer intento de reconquista por los borbónicos
Una flota francesa al mando del conde de Toulouse intentó recuperar Gibraltar pocas semanas después enfrentándose a la flota angloholandesa al mando de Rooke el 24 de agosto a la altura de Málaga. La batalla naval de Málaga fue una de las mayores de la guerra. Duró trece horas pero al amanecer del día siguiente la flota francesa se retiró, con lo que Gibraltar continuó en manos de los aliados. Así que finalmente consiguieron lo que habían venido intentando desde el fracaso de la toma de Cádiz en agosto de 1702: una base naval para las operaciones en el Mediterráneo de las flotas inglesa y holandesa.